# Colméia
Colméia es un municipio brasileño del estado del Tocantins. Se localiza a una latitud 08º43'46" sur y a una longitud 48º45'53" oeste, estando a una altitud de 362 metros. Su población estimada es de 11.523 habitantes.
Posee un área de 1026,3 km².